# FK ČSK Čelarevo
FK ČSK Pivara nogometni je klub iz Čelareva, naselje u općini Bačka Palanka u Južnobačkom okrugu u Vojvodini, Srbija.

Trenutačno se natječe u PFL Sombor, petom rangu nogometnog sustava Srbije.
Ime je dobila po Pivari Čelarevo, pivovari sa sjedištem u gradu, osnovanoj 1892. godine, a koju je Carlsberg kupio 2003. godine.

## Povijest
Prvotni klub u Čelarevu (tadašnji Čeb) osnovan je 1925. godine pod nazivom Čebski omladinski sportski klub (ČOSK). Godine 1946. klub je obnovljen kao FD Radnički. Godine 1950. mijenjaju ime u SD Podunavlje. Godine 1953. klub se spaja sa SD Krajišnik (osnovano 1950.) u ČSK. U trećem rangu jugoslavenskog nogometa zaigrali su u sezoni 1968./69.
Nakon uvjerljivog osvajanja Srpske lige Vojvodina 1997./98. klub je četiri sezone proveo u Drugoj ligi SR Jugoslavije. Nakon toga su tri puta uzastopno završili kao drugoplasirani u Srpskoj ligi Vojvodina. Klub je na kraju izborio promociju u novoformiranu Prvu srpsku ligu putem doigravanja 2005. Osvojili su četvrto mjesto u svojoj povratničkoj sezoni u drugoj ligi, samo četiri boda od promocije u prvu ligu. Klub je ostao u ligi do 2010.
Klub je po drugi put okrunjen kao prvak Srpske lige Vojvodina u sezoni 2014./15., vrativši se u Prvu ligu Srbije. U svom povratničkom nastupu zauzeli su treće mjesto, osam bodova manje od plasmana u srpsku Superligu. U sezoni 2017./18. klub je završio drugi od dna i pretrpio ispadanje u Srpsku ligu Vojvodina.

## Uspjesi
- Srpska liga Vojvodina

prvak (2): 1997./98., 2014./15.

## Slavni igrači
- Aleksandar Davidov
- Marko Klisura
- Milan Pavkov
- Srđan Plavšić
- Veseljko Trivunović
- Petar Divić

## Vanjske poveznice
- Profil na srbijasport.net